# Danny Guthrie
Danny Guthrie, właśc. Daniel Sean Guthrie (ur. 18 kwietnia 1987 w Shrewsbury) – angielski piłkarz występujący na pozycji środkowego pomocnika.

## Kariera klubowa
Danny Guthrie w wieku trzynastu lat podjął treningi w szkółce juniorów Manchesteru United. W 2002 roku odszedł do Liverpoolu, gdzie początkowo grał w zespołach młodzieżowych, a następnie został kapitanem drużyny rezerw. W 2005 roku Guthrie został włączony do dorosłej kadry „The Reds”, a pierwsze powołanie na mecz otrzymał latem 2006 roku na towarzyskie spotkaniu przeciwko Wrexham. Oficjalny debiut zaliczył 25 października w pojedynku przeciwko Reading w ramach Pucharu Ligi Angielskiej, kiedy to w 62 minucie zmienił Mohameda Sissoko. Miesiąc później Guthrie zaliczył swój pierwszy występ w Premier League, a rywalem Liverpoolu było wówczas Portsmouth. 5 grudnia w przegranym 2:3 pojedynku przeciwko Galatasaray SK angielski gracz zadebiutował w rozgrywkach Ligi Mistrzów.
2 marca 2007 roku Guthrie na jeden miesiąc został wypożyczony do Southamptonu, jednak na St Mary’s Stadium pozostał ostatecznie do końca rozgrywek. Sezon 2007/08 Anglik spędził w Boltonie Wanderers, ponieważ w swoim składzie chciał go mieć były zawodnik Liverpoolu, a wówczas trener Boltonu – Sammy Lee. W październiku Lee został jednak zwolniony, a jego następcą został wybrany Gary Megson. Nowy szkoleniowiec „The Trotters” regularnie dawał jednak Guthriemu szanse występów, a sam Anglik w sezonie rozegrał 25 ligowych meczów.
11 lipca 2008 roku Guthrie podpisał czteroletni kontrakt z Newcastle United. Działacze klubu zapłacili za niego dwa i pół miliona funtów. Guthrie zadebiutował w przedsezonowym spotkaniu z Hartlepool United, w którym strzelił bramkę oraz zanotował asystę. Na St James’ Park po raz pierwszy wystąpił 6 sierpnia w zremisowanym 2:2 meczu przeciwko PSV Eindhoven. 17 sierpnia Anglik wystąpił w pojedynku z Manchesterem United, w którym zadebiutowali dwaj inni nowi zawodnicy Newcastle – Jonás Gutiérrez oraz Fabricio Coloccini. 13 września w przegranym 1:2 meczu z Hull City Guthrie został ukarany czerwoną kartką za brutalny faul na Craigu Faganie, który doznał złamania nogi.